# 進威志
進　威志（しん たけし）は、日本のVFXスーパーバイザー。

## 映画
- 地獄甲子園外伝　ラーメンバカ一代（2003年） - VFXスーパーバイザー
- ほたるの星（2004年） - VFXスーパーバイザー
- 漫・画太郎SHOW ババアゾーン（2004年） - VFXスーパーバイザー
- ゴジラ FINAL WARS（2004年） - CG
- あずみ2 Death or Love（2005年） -  VFXスーパーバイザー
- 男たちの大和 YAMATO（2005年） - VFXスーパーバイザー
- 暗いところで待ち合わせ（2006年） - VFXスーパーバイザー
- MEATBALL MACHINE（2006年） - VFXスーパーバイザー
- 花田少年史　幽霊と秘密のトンネル（2006年） - VFXスーパーバイザー
- 遠くの空に消えた（2007年） - VFXスーパーバイザー
- イキガミ（2008年） - VFXスーパーバイザー
- ラストゲーム 最後の早慶戦（2008年） - VFXスーパーバイザー
- 世界で一番美しい夜（2008年） - VFXスーパーバイザー
- 私の優しくない先輩（2010年） - VFXスーパーバイザー
- 真夜中の五分前（2014年） - VFXスーパーバイザー
- ピンクとグレー（2016年） - VFXスーパーバイザー
- リバーズ・エッジ（2018年） - VFXスーパーバイザー

| スタブアイコン | サブスタブ | この項目は、まだ閲覧者の調べものの参照としては役立たない、人物に関連した書きかけの項目です。この項目を加筆・訂正などしてくださる協力者を求めています（P:人物伝/PJ:人物伝）。 |